# Sukadamai (Lueng Bata)
Sukadamai is een bestuurslaag in het regentschap Banda Aceh van de provincie Atjeh, Indonesië. Sukadamai telt 1637 inwoners (volkstelling 2010).